# Draineuse-trancheuse

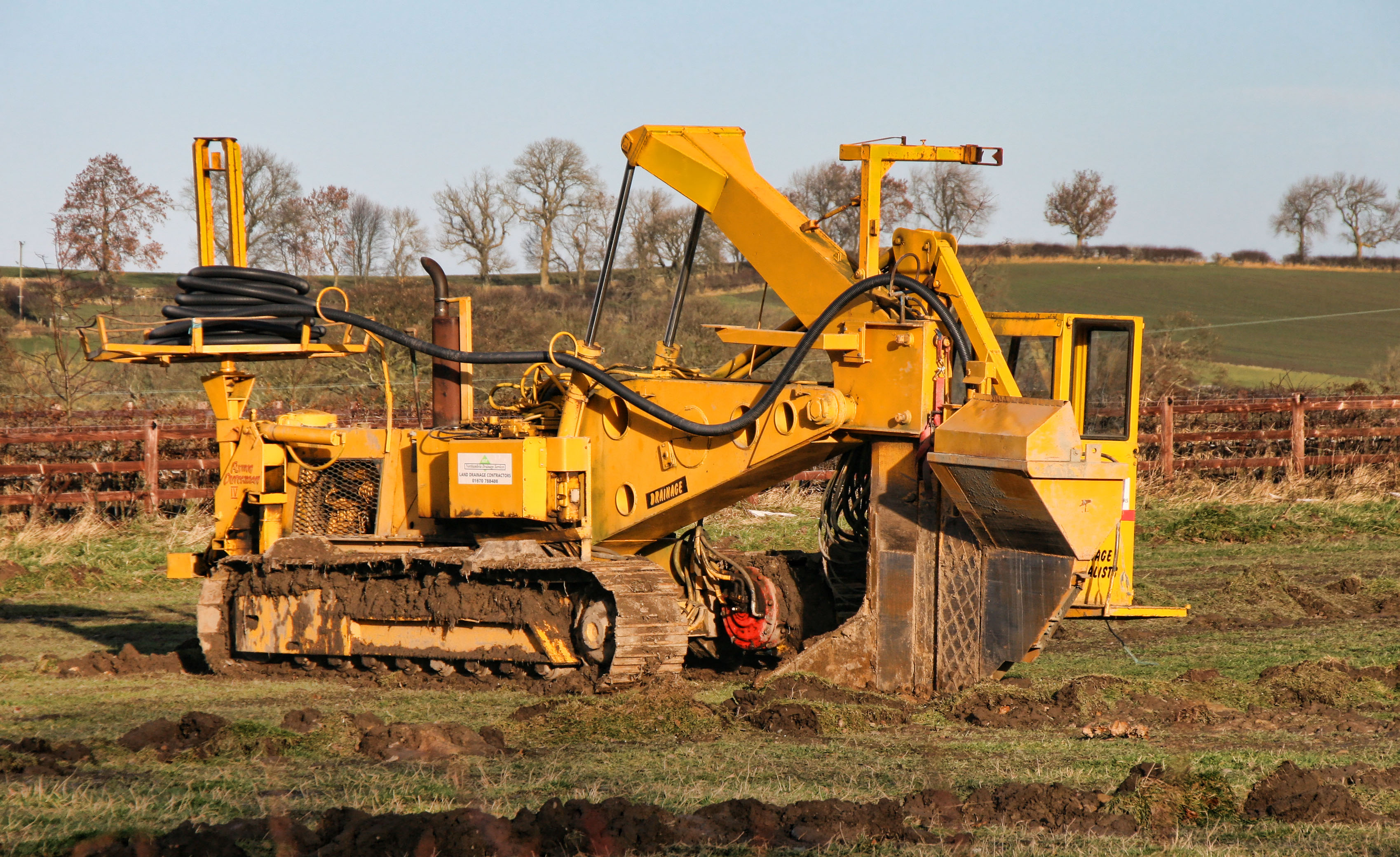
Draineuse simple équipée seulement d'un coutre sous-soleur et de l'appareillage de pose du drain.

Une draineuse-trancheuse ou une draineuse est une machine agricole qui sert à poser des drains en sol hydromorphe, ou simplement trop humide pour une culture donnée, afin d'évacuer l'eau excédentaire ou encore éviter la stagnation ou la remontée d'eau saumâtre dans le cas d'irrigation de terres sensibles à la salinisation en zones méditerranéenne ou tropicale sèches ; dans des cas plus rares, elle peut être utilisée pour poser des tubes poreux pour l'irrigation par infiltration (subirrigation). Elle peut en définitive poser de nombreux types de tubes ou faisceaux de tubes ou cables souples à profondeur contrôlée. Le drainage requiert spécifiquement une maîtrise parfaite de la pente de pose.

## Conception
L'essentiel des chantiers de drainage est aujourd'hui réalisé par ces machines mais en cas d'obstacle infranchissable comme un rocher, le relais est pris par une pelle rétro. Celle-ci est aussi indispensable pour effectuer les raccordements de drains aux collecteurs enterrés, éventuellement faciliter les départs de drains et réaliser des ouvrages particuliers : captages, pose de bouches à grille en sortie dans les collecteurs à ciel ouvert, fossés et puisards ; elle accompagne donc toujours la draineuse.

### Machines automotrices
La draineuse repose sur un châssis de type bulldozer avec deux chenilles (de taille proportionnelle au poids de la machine) pour éviter la compaction du sol. À l'arrière se trouve un bras articulé équipé d'un coutre sous-soleur destiné à pénétrer le sol. Derrière ce coutre sous-soleur se place un caisson qui sert à faire descendre le drain. Si le coutre est précédé d'un disque ou d'une chaîne trancheuse, on a affaire à une draineuse-trancheuse. Le choix entre les deux types de machines dépend de la nature du sous-sol, la trancheuse demande davantage d'entretien. La draineuse-trancheuse est privilégiée lorsque la nature du terrain est très variable notamment en France.
La cabine est positionnée sur le côté et vers l'arrière de la machine pour que l'opérateur puisse piloter l'engin et surveiller le travail effectué. De l'autre côté sont installés des supports, appelés tambours, pour les drains à poser.
La puissance d'une draineuse peut aller de 200 à 600 chevaux.
Les draineuses sont aujourd'hui équipées d'un niveau laser rotatif qui régule la profondeur du drain posé, ainsi que sa pente.

### Machines adaptables
Des coutres sous-soleurs (draineuses agricoles) peuvent être montés sur des tracteurs de forte puissance (de 150 à 600 chevaux) ou des pelles mécaniques sur chenilles. Ces ensembles ne présentent pas toutes les commodités des automotrices spécialisées ni leur robustesse et sont réservés aux chantiers faciles, comme le drainage de parcelles en pente, ou peu exigeants mais ne demandent qu'un investissement réduit si le tracteur est déjà disponible. Un autre argument avancé par les constructeurs est que la réalisation par l'agriculteur permet d'engager les chantiers lorsque les conditions de terrain sont idéales et de traiter l'entretien et les réparations de drainages existants ainsi que les petits chantiers (petites parcelles, captage de points humides ou de sources) qui pourraient être ignorés des entrepreneurs équipés de machines imposantes.

## Fonctionnement

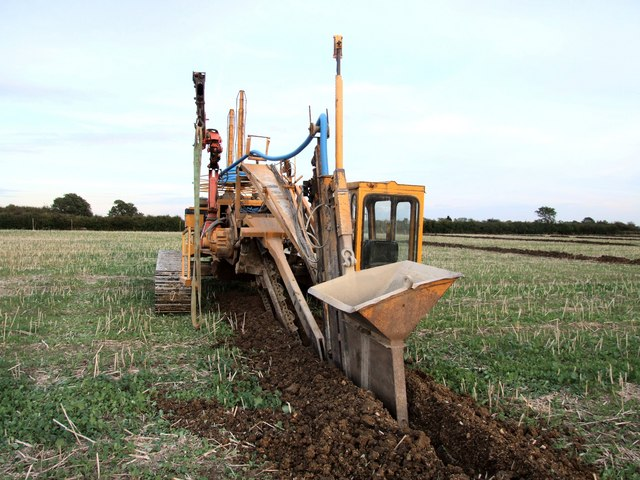
Machine très équipée : trancheuse à chaîne, coutre poseur, trémie à gravier disposant une épaisseur de gravier au-dessus du drain, tambour dévideur de drain et tambour d'attente, capteurs laser et GPS.

### Progression de la machine
La draineuse avance à faible vitesse, pour laisser un temps suffisant à la descente du drain dans le sol. La vitesse d'avancement d'une draineuse va de 3 à 4 km/h. L'itinéraire de la machine peut être contrôlé par GPS et opéré automatiquement sur plan préenregistré à partir du relevé topographique, le conducteur se focalisant sur la pose du drain et de ses raccords.

### Organe trancheur

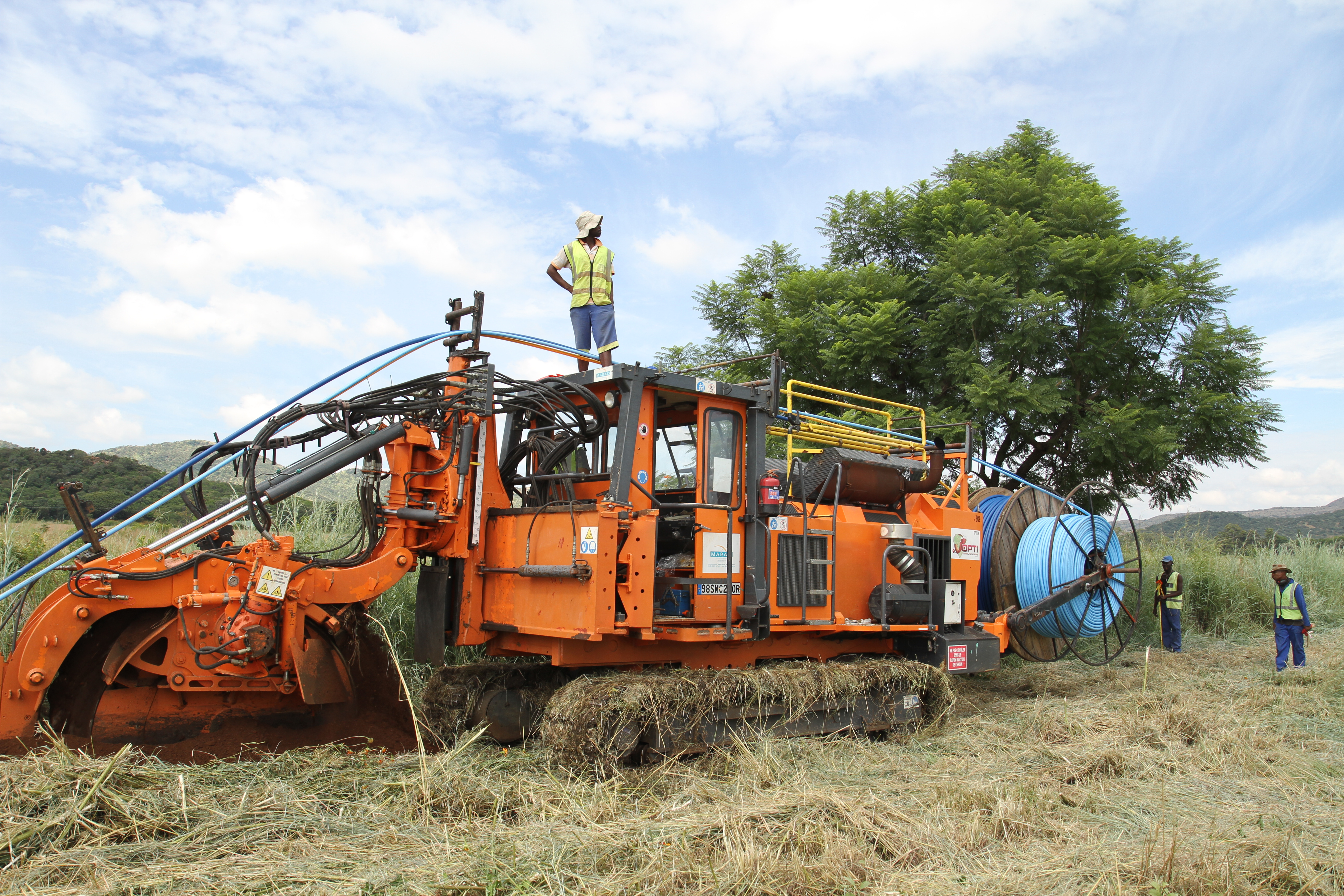
Trancheuse à disque, posant ici des tubes techniques.

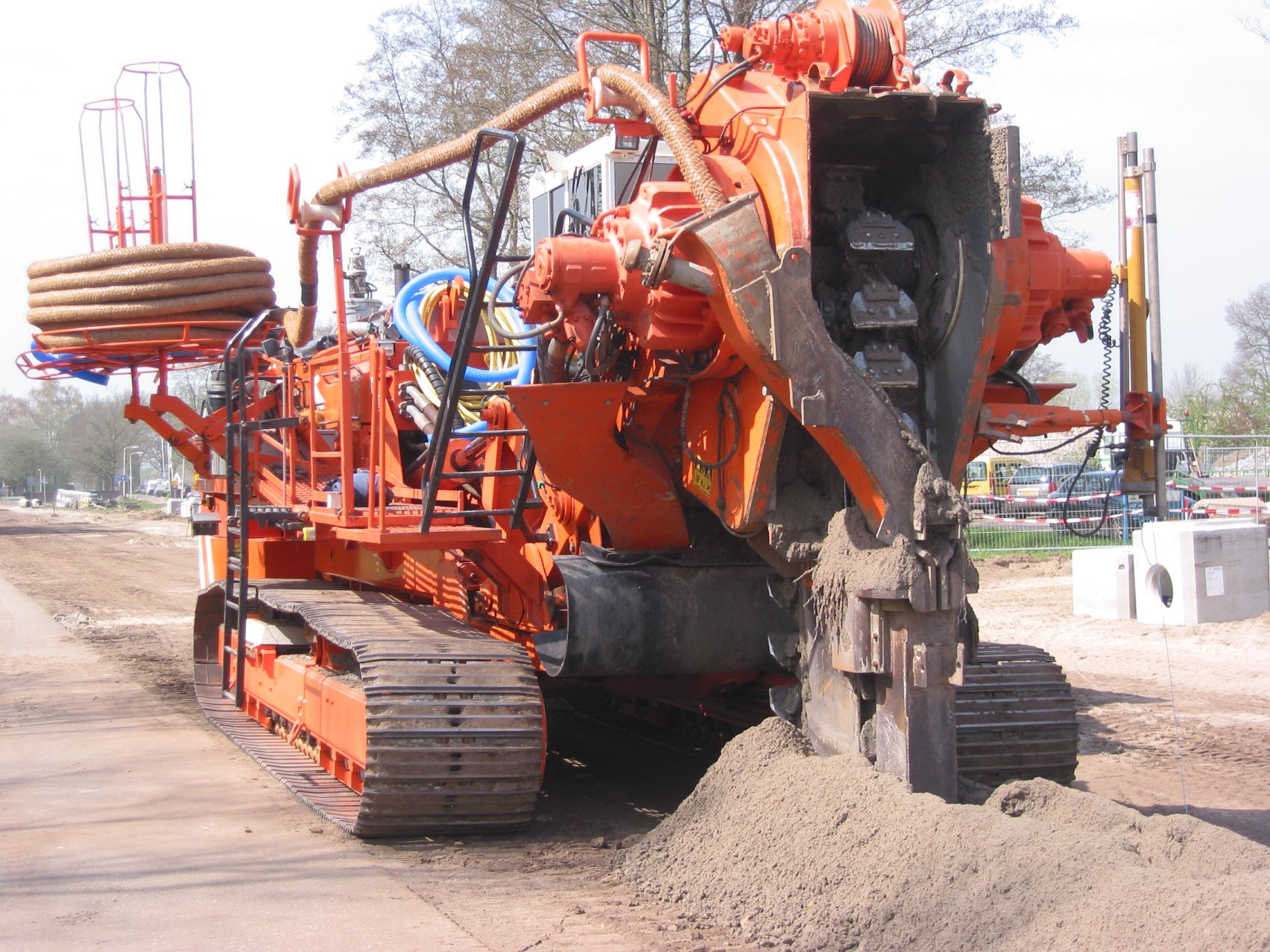
Draineuse-trancheuse à chaîne.

Pour les machines qui en possêdent, il s'agit soit d'une chaîne à dents soit d'un disque mais le soc du coutre sous-soleur peut être suffisant dans de nombreux cas.

### Coutre sous-soleur
Le coutre sous-soleur sert à réaliser une saignée, au fond de laquelle va être introduit le drain. Il doit être positionné entre 60 centimètres et 1,50 mètre de profondeur.

### Pose du drain
Le drain entreposé sur un tambour est glissé dans le caisson derrière le coutre sous-soleur. Il est maintenu au départ dans un trou réalisé par une pelleteuse. Lorsque la draineuse avance, le drain va glisser tout seul dans le caisson et se poser dans le sol à la profondeur voulue, c'est-à-dire à la profondeur atteinte avec le coutre sous-soleur.
Les drains sont posés généralement avec un écartement de 10 mètres à une profondeur de 80 centimètres.
Un collecteur, c'est-à-dire un drain ou un tube de plus gros diamètre va récupérer les eaux qui s'écoulent de chaque drain et se dévider dans un fossé.
Une couche de gravier complète parfois le drain et évite son éventuel écrasement.

### Contrôle de la pente
Pour permettre un bon écoulement de l'eau dans les drains, il faut leur donner une pente légère et régulière.
Le contrôle de la pente est assuré par le niveau laser : une balise fixe détermine le plan de drainage et le niveau laser sur la draineuse corrige et maintient la profondeur de la saignée en agissant sur le bras de la machine (grâce à des vérins hydrauliques).
Sur des surfaces importantes ou complexes l'établissement d'un relevé topographique préalable est indispensable.

## Législation
La pose de drain est régie par la Loi sur les installations de drainage agricole. Elle donne lieu à plusieurs permis : un premier pour l'entreprise et son droit de réalisation de travaux de drainage ; un deuxième pour autoriser les opérateurs à utiliser une draineuse ; un troisième, plus généralement délivré aux constructeurs de draineuses, pour l'homologation d'une machine.